# Eswatini Television Authority
Eswatini Television Authority, nota anche con l'acronimo ESTVA, è l'ente televisivo pubblico di eSwatini. Trasmette da Mbabane in inglese e in swati.

## Storia
La televisione debuttò in Eswatini nel febbraio 1978, quando il Paese si chiamava ancora Swaziland. Ad inaugurarla, con il nome di Swaziland Television Broadcasting Corporation (STBC), fu re Sobhuza II dello Swaziland. Il governo del Paese nazionalizzò l'azienda, che inizialmente era di proprietà di un gruppo di società elettriche private con sede nel Regno Unito, e la pose sotto diretto controllo governativo.
STBC operava in regime di monopolio, inclusa la vendita e il noleggio delle attrezzature per la fruizione del servizio, attraverso la società Vision Hire. Gestiva un unico canale televisivo: Swazi TV.
Nel 1983 il parlamento, per mezzo di un decreto legislativo, trasformò STBC in un ente televisivo pubblico indipendente, rinominandolo Swaziland Television Authority (STVA); Vision Hire, di conseguenza, divenne Swaziland Television Authority Rentals (STAR).
Nel 2018 il Paese cambiò nome da Swaziland e Eswatini e l'azienda si adeguò modificando il proprio nome in Eswatini Television Authority (ESTVA), così come il canale divenne Eswatini TV.
Eswatini Television Authority è finanziata da un canone e dalla pubblicità e gestisce un unico canale televisivo: Eswatini TV.
La radiofonia è gestita insieme alla stampa, ma separatamente dalla televisione, da Eswatini Broadcasting and Information Services.

## Programmi di Eswatini TV
- Kusile Breakfast Show, contenitore mattutino
- Microproject and Engineers in Action
- Money Daily BBC, programma di attualità
- Siyakudvumisa, programma di religione
- Gospel Impact, programma di religione
- We Praise, programma religioso
- The 700 Club, talk show statunitense
- Tindzaba, notiziario
- Etiko, programma didattico
- Top Dive Site
- Connie the Cow, serie televisiva spagnola per bambini
- Cricket Pang, cartone animato
- Nutri Ventures, cartoni animati
- Tayo
- Golden Hour
- Life Clinic, programma britannico di salute e medicina
- News, notiziario
- This Life, serie televisiva britannica
- Libhola Eswatini, programma sportivo
- His Word, programma religioso
- Joyce Meyer, programma religioso
- Brains on the Go, gioco a quiz
- Buhle Betfu, programma didattico
- The She World, programma di attualità
- Eyes on SADC, programma di attualità
- Jolly Polly
- Boing the Super Ranger
- Heartland, serie televisiva canadese
- A Good Wife
- Focus on Africa, programma britannico di informazione
- Even Stevens, serie televisiva statunitense
- Akili & Me, cartone animato
- Story Book
- Dream It Achieve It, programma per bambini
- N* Gen
- Litsini Libandla
- Tasephalamende
- Being Me
- Sive Siyatfutfuka
- Revisited
- Embili Kanye Kanye
- Tayo
- Il treno dei dinosauri, cartone animato
- Pororo
- Temidlalo, programma sportivo
- Business Lifestyle, programma di attualità
- Music in Me
- Eswatini Lifestyle, programma didattico
- Ubongo Kids
- Tandla NeNkhondlo
- This Weekend Eswatini, programma di musica
- Asambe Ke
- Friday Night Lights, serie televisiva statunitense
- Pick of the Day
- From the Palace
- Teliviki
- Submerged
- Ladies Night - Sands
- Emachalachala, programma di musica
- The Gift of Music
- The Beatdown, programma di musica
- Sport Africa
- Simanga
- Il Vangelo per i bambini, cartone animato
- Flames & Sparks
- Potter's Wheel Church, programma religioso
- Turning Point
- Mara
- Tropika Island of Treasure, reality sudafricano
- Washumkhukhu, talent show di musica
- Emaphoyisa NeSive, programma didattico
- More Dan a 4 Letter Word
- Sports News, notiziario sportivo
- Sports Zone, programma sportivo
- Face the Nation, programma di attualità
- It Begins with You, programma di attualità

## Servizi

### Televisione
| Nome        | Sede    | Тipo        | Lancio | Lingua         |
| ----------- | ------- | ----------- | ------ | -------------- |
| Eswatini TV | Mbabane | generalista | 1978   | inglese, swati |

## Ricezione

### Terrestre
Eswatini TV trasmette in standard DVB-T HD.

### Satellite[7]
| Satellite          | Intelsat 20       | Intelsat 33e |
| Posizione orbitale | 68.5° E           | 60.0° E      |
| Canali             | Eswatini TV       | Eswatini TV  |
| Frequenza          | 11170 H           | 3767 R       |
| SR                 | 30000             | 2315         |
| FEC                | 5/6               | 3/4          |
| Modulazione        |                   |              |
| Crittografia       | Irdeto            |              |
| Piattaforma        | DStv South Africa |              |

### Streaming
Eswatini TV in streaming